# Бебешко Володимир Володимирович
Володи́мир Володи́мирович Бебе́шко (нар. 7 вересня 1956, Стрий, Львівська область) — український звукорежисер та музичний продюсер. Молодший брат співака Левка Дурка (Леонтія Бебешка).

## Життєпис
Народився у сім'ї музиканта та домогосподарки.
Закінчив музичну школу в рідному місті, після чого вступив до Дрогобицького музичного училища. Закінчив навчання заочно 1976 року (клас ударних інструментів).
У радянський період зазнав гонінь КДБ за любов до так званої «буржуазної культури». Був засуджений на чотири роки за фарцування. Покарання відбував у Горькому, через два роки був випущений за амністією.
1991 — одружився (в тюрмі) з рок-співачкою Вікою Врадій; прожили разом шість років, разом виїхали до США.
1997 — переїхав до Києва; одружився з джазовою співачкою Сашою Бєліною; працював на «Музичній біржі» Євгена Рибчинського.
1998 — народилась донька Євгенія.
2005 — відкрив «Студію Володимира Бебешка».
Підтримував гурт «Скрябін» у 1990-х роках.
Аранжував пісні для зірок естради: Софії Ротару, Таїсії Повалій, Філіпа Кіркорова, Діми Білана та інших.